# 783-as busz
A 783-as jelzésű elővárosi autóbusz Budapest, Széll Kálmán tér és Zsámbék, autóbusz-forduló között közlekedik. A viszonylatot a MÁV Személyszállítási Zrt. üzemelteti.

## Története
2019. augusztus 10-étől a Széna téri autóbusz-állomás bezárása miatt budapesti végállomása a Széll Kálmán térre kerül át. 2022. június 18-án hajnaltól a Zsámbékról induló éjszakai menet helyett az új 922B viszonylat közlekedik Budapestre.

## Megállóhelyei
Az átszállási kapcsolatok között az azonos, de hosszabb útvonalon közlekedő 784-es, 785-ös, 786-os, 787-es és 791-es busz nincs feltüntetve!
| 0                             | Budapest, Széll Kálmán tér végállomás  | 23 | 5, 16, 16A, 21, 21A, 22, 22A, 39, 91, 102, 116, 128, 129, 139, 140, 140A, 149, 155, 156, 221, 222 4, 6, 17, 56, 56A, 59, 59A, 59B, 61 781, 782, 789, 793, 794, 795 |
| 1                             | Budapest, Szent János Kórház           | 22 | 22, 22A, 91, 128, 129, 155, 156, 222 56, 56A, 59, 59B, 60, 61 781, 782, 789, 793, 794, 795                                                                         |
| 2                             | Budapest, Budagyöngye                  | 21 | 22, 22A, 129, 222, 291 56, 56A, 59B, 61 781, 782, 789, 793, 794, 795                                                                                               |
| 3                             | Budapest, Kuruclesi út                 | 20 | 22, 22A, 222, 291 781, 782, 789, 793, 794, 795 |
| 4                             | Budapest, Vízművek                     | 19 | 22, 22A, 222 781, 782, 789, 793, 794, 795 |
| 5                             | Budapest, Dénes utca                   | 18 | 22, 22A, 222 781, 782, 789, 793, 794, 795 |
| 6                             | Budapest, Szépjuhászné, Gyermekvasút   | 17 | 22, 22A, 222 781, 782, 789, 793, 794, 795 Gyermekvasút |
| 7                             | Budapest, Országos Korányi Intézet     | 16 | 22, 22A, 222 781, 782, 789, 793, 794, 795 |
| 8                             | Budapest, Szanatórium utca (Vadaspark) | 15 | 22, 22A, 188E, 222 781, 782, 789, 793, 794, 795 |
| Budapest közigazgatási határa |                                        |    | |
| 9                             | Budakeszi, Erkel Ferenc utca           | 14 | 22, 22A, 188E, 222 781, 782, 789, 793, 794, 795 |
| 10                            | Budakeszi, Gyógyszertár                | 13 | 22, 22A, 188E, 222 781, 782, 789, 793, 794, 795 |
| 11                            | Budakeszi, Városháza                   | 12 | 22, 22A, 188, 188E 781, 782, 789 |
| 12                            | Budakeszi, Dózsa György tér            | 11 | 22, 22A, 188, 188E 781, 782, 789 |
| 13                            | Budakeszi, Fagyártmánytelep            | 10 | 781, 782, 789 |
| 14                            | Budakeszi, Vastagtanya                 | 9  | 781, 782, 789 |
| 15                            | Páty, Mézeshegy                        | 8  | 781, 782, 789 |
| 16                            | Páty, Somogyi Béla utca                | 7  | 781, 782, 789 |
| 17                            | Páty, Telki elágazás                   | 6  | 778, 781, 782, 789 |
| 18                            | Páty, Iskola                           | 5  | 778, 781, 782, 789 |
| 19                            | Páty, Töki utca                        | 4  | 781, 789 |
| 20                            | Páty, Újtelep                          | ∫  | |
| 21                            | Tök, Újmajor                           | 3  | |
| 22                            | Zsámbék, PEMÜ                          | 2  | |
| 23                            | Zsámbék, Ady Endre utca                | 1  | 778, 789, 795, 798, 799 |
| 24                            | Zsámbék, autóbusz-forduló végállomás   | 0  | 770, 774, 775, 778, 779, 788, 789, 795, 798, 799, 8423 1853 |